# Katolska kyrkans katekes
Katolska kyrkans katekes
1. Allmän betydelse: Romersk-katolsk katekes, det vill säga troslära. Begreppet åsyftar ofta en särskilt auktoritativ utgåva.
2. Särskild betydelse: Trientkonciliets (1545-1563) katekes.
3. Särskild betydelse: Den under kardinal Joseph Ratzinger (se Benedictus XVI) utarbetade och under Johannes Paulus II 1995 utgivna katekesen. Den latinska texten, som i romerska sammanhang alltid är normerande, kom ovanligt nog först 1997. På svenska utgavs katekesen av förlaget Catholica, 1996.

Katekesen från 1995 är uppbyggd av över 2 800 paragrafer som utförligt beskriver och förklarar den katolska tron. Den har fotnoter, som hänvisar till Bibeln, kyrkofäderna, kyrkolärare och kyrkliga dokument. Den är inte främst tänkt att läsas från pärm till pärm, utan bör snarare ses som en källa att gå till när man söker mer djupgående svar om den katolska tron.
Då Trientkonciliets katekes formellt sett skrevs för Roms stift, är katekesen från 1995 den första katolska katekes som riktats till den världsvida kyrkan. Då man emellertid såg behovet av en lättläst handbok i form av frågor och svar, lät Benedictus XVI utge den under hans föregångare redan påbörjade Katolska kyrkans lilla katekes (latin Compendium fidei catholicae).

## Katekes - även undervisningen
Enligt internationellt katolskt språkbruk används ordet katekes även för att beteckna undervisning i tron. På engelska anges exempelvis ordet ”catechism” för boken och ordet ”catechesis” för att beskriva den undervisningsverksamhet som är knuten till kyrkans undervisning. I den katolska kyrkan i Sverige får ordet katekes betyda både boken (se ovan) och undervisningen. Undervisningen leds av kateketer. 